# Elecciones parlamentarias de Nepal de 2017
Las elecciones parlamentarias de Nepal de 2017, primeras bajo la nueva constitución republicana, tuvieron lugar en los días 26 de noviembre y 7 de diciembre del mencionado año, con el objetivo de elegir a los 275 parlamentarios de la Cámara de Representantes, cámara baja del Parlamento Federal. Los comicios parlamentarios tuvieron lugar al mismo tiempo que las primeras elecciones provinciales para las siete asambleas de las provincias de Nepal, inaugurando el nuevo sistema federal de gobierno. Para estas elecciones se empleó un sistema mixto de representación proporcional por listas a nivel nacional y escrutinio mayoritario uninominal, con 165 escaños elegidos en circunscripciones de un solo miembro en todo el país y 110 distribuidos proporcionalmente.
Las dos facciones divididas del Partido Comunista: el Partido Comunista de Nepal (Marxista-Leninista Unificado) (CPN/UML) y el Partido Comunista de Nepal (Maoísta) (NCP/M), configuraron una «Alianza de Izquierda» antes de las elecciones, presentándose como dos partidos separados pero distribuyéndose estratégicamente los escaños parlamentarios, logrando un aplastante triunfo electoral. El CPN/UML obtuvo la primera minoría de votos por un muy estrecho margen del 33,25% por sobre el 32,78% del gobernante Congreso Nepalí (NC) y una amplia pluralidad de escaños con 121 bancas sobre las 63 que obtuvo el partido oficialista. En tercer lugar se ubicó el CPN (M) con el 13,66% de los votos y 53 escaños, seguido por el Partido Popular Nacional, Nepal (RJPN) con un 4,95% y 17 escaños, y el Foro Socialista Federal, Nepal (FSFN) con un 4,93% y 16 escaños. Cuatro partidos obtuvieron un escaño cada uno y solo uno de los escaños uninominales fue obtenido por un candidato independiente. El resto de los partidos no obtuvo bancas, y la participación fue del 68,63% del electorado registrado, una caída de casi diez puntos con respecto a los comicios constituyentes de 2013. Las dos facciones comunistas obtuvieron el control de seis de los siete gobiernos provinciales.
Un estancamiento entre el gobierno del Congreso Nepalí y la abrumadora mayoría comunista que se configuró en la Asamblea Nacional, la cámara alta, después de las elecciones provocó que se retrasara la formación de gobierno. El 15 de febrero de 2018, finalmente, Khadga Prasad Oli, presidente del NCP (UML), fue juramentado como primer ministro de Nepal de acuerdo con las prerrogativas del artículo 76 (2) de la constitución, siendo aprobado por una moción de confianza el 11 de marzo, con 208 votos a su favor.
El 17 de mayo de 2018 las dos facciones mayoritarias del comunismo se unificaron en un único Partido Comunista de Nepal (NCP), con una mayoría absoluta de 174 escaños.

## Antecedentes
La anterior Cámara de Representantes, elegida en 1999, fue disuelta por el rey Gyanendra por consejo del primer ministro Sher Bahadur Deuba en mayo de 2002 a fin de celebrar nuevas elecciones. Estos comicios no pudieron realizarse debido a la guerra civil en curso, que finalmente llvó a Gyanendra a perpetuar un autogolpe de estado en febrero de 2005, después de despedir a cuatro primeros ministros seguidos, y asumir el poder directo. Tras el pronunciamiento democrático de 2006, Gyanendra restableció la legislatura anterior. El 15 de enero de 2007, la Cámara de Representantes fue reemplazada por una Legislatura Provisional, compuesta por miembros designados del Partido Comunista de Nepal (Maoísta) y de la Alianza de los Siete Partidos. La Legislatura Provisional fue seguida por la primera Asamblea Constituyente, cuya tarea era formar una nueva constitución. El fracaso de la asamblea para redactar una constitución dentro del tiempo estipulado condujo a la formación de la segunda Asamblea Constituyente que aprobó la nueva constitución de la República Federal Democrática de Nepal el 20 de septiembre de 2015.
Después de la promulgación de la constitución, la segunda Asamblea Constituyente se convirtió en un Parlamento Legislativo, cuyo mandato debía durar o bien hasta el 21 de enero de 2018, o bien hasta que se nominaran los candidatos para la elección del primer parlamento formal bajo la nueva constitución, lo que ocurriera primero. Bajo esta disposición, el mandato del Parlamento Legislativo finalizó el 14 de octubre de 2017. Se formó una Comisión de Delineación de circunscripciones de cinco miembros bajo la presidencia del exjuez de la Corte Suprema Kamal Narayan Das para volver a trazar los límites de las circunscripciones electorales a 165, una reducción de los 240 utilizados en las elecciones de 2013. La Comisión presentó su informe al gobierno el 30 de agosto de 2017. Los límites establecidos por esta comisión deberán permanecer sin cambios durante los próximos veinte años posteriores a la elección (hasta 2037) según el Artículo 286 (12).

## Reglas electorales

### Sistema y derechos de voto
Los 275 miembros de la Cámara de Representantes de Nepal son elegidos mediante un sistema electoral mixto, que combina la representación proporcional por listas con el escrutinio mayoritario uninominal. 165 escaños parlamentarios son elegidos en los distritos electorales de un solo miembro por simple mayoría de votos, y los otros 110 escaños son elegidos por representación proporcional de lista cerrada de una circunscripción nacional única, con un umbral electoral del 3% de los votos válidos emitidos a partidos políticos para recibir escaños. Cada elector recibe dos boletas separadas para los dos métodos. Todos los ciudadanos nepalíes mayores de dieciocho años mentalmente sanos que no hayan sido declarados inelegibles bajo condena federal y estén registrados en el censo electoral tienen derecho a voto.

### Calendario
El siguiente calendario enumera las fechas claves empleadas por las autoridades electorales para la organización de los comicios:
| Día                     | Evento                                                                              |
| ----------------------- | ----------------------------------------------------------------------------------- |
| 19 de agosto de 2017    | Último día para registrarse en el censo electoral.                                  |
| 21 de agosto de 2017    | Anuncio de la fecha de las elecciones.                                              |
| 27 de agosto de 2017    | Último día para que los partidos políticos se registren ante la Comisión Electoral. |
| 14 de octubre de 2017   | Comienza a regir el código de conducta electoral.                                   |
| 15 de octubre de 2017   | Los partidos presentan su lista nacional para la elección proporcional.             |
| 22 de octubre de 2017   | Nominación de candidatos para la primera fase de la elección uninominal.            |
| 2 de noviembre de 2017  | Nominación de candidatos para la segunda fase de la elección uninominal.            |
| 19 de noviembre de 2017 | Publicación de la lista cerrada de representación proporcional.                     |
| 26 de noviembre de 2017 | Primera fase: los centros de votación abren de 7:00 a 17:00                         |
| 7 de diciembre de 2017  | Segunda fase: los centros de votación abren de 7:00 a 17:00                         |
| 14 de febrero de 2018   | Se anuncia el resultado final y se presenta al presidente.                          |

## Partidos y alianzas
A un total de ochenta y ocho partidos políticos se les otorgó autorización para presentar una lista cerrada de candidatos proporcionales en estas elecciones. Sin embargo, de esa cantidad tan solo un poco más de la mitad, cuarenta y nueve, presentaron una lista efectivamente.
Se anunció una alianza de izquierda compuesta por el Partido Comunista de Nepal (Marxista-Leninista Unificado)), el Partido Comunista de Nepal (Maoísta) y el Partido Nueva Fuerza (NFPN) con el objetivo de buscar la unificación del partido después de las elecciones en una única formación comunista. Sin embargo, el Partido Nueva Fuerza dejó la alianza después de que a su coordinador, Baburam Bhattarai, no se le otorgara la candidatura en la circunscripción de Gorkha. En algunos distritos electorales, el Partido Comunista de Nepal (Marxista-leninista) y el Frente Nacional del Pueblo (RJ) formaron también parte de la alianza.
Como respuesta a la alianza de izquierda, el oficalista Congreso Nepalí configuró una coalición parcial con el Partido Nacional Democrático (RJP), el Partido Nacional Democrático (Unido), el Foro Socialista Federal (FSFN) y el Partido Popular Nacional, Nepal (RJPN), limitada a algunas zonas del país. El Partido Nacional Democrático a su vez se alió con los partidos de izquierda para derrotar al exministro del Interior Krishna Prasad Sitaula en la circunscripción de Jhapa-3.

## Jornada electoral
Antes de la fase final de las elecciones, comenzando el 5 de diciembre, la frontera con la vecina India se cerró en veintidós puntos. Hubo más de cien explosiones menores y mayores en el período previo a las elecciones dirigidas a asambleas y líderes electorales.  Una policía temporal fue asesinada en Dang de una explosión en un evento al que asistió el primer ministro. Narayan Karki, candidato del Congreso Nepalí, resultó herido en una explosión dirigida a su vehículo en Udayapur, mientras que once personas, incluido el exministro de Salud Gagan Thapa, resultaron heridas por una explosión en Katmandú.

## Resultados
Cinco partidos políticos: el Partido Comunista de Nepal (Marxista-Leninista Unificado) (CPN/UML), el Congreso Nepalí (NC), el Partido Comunista de Nepal (Maoísta) (CPN/M), el Partido Nacional del Pueblo, Nepal (RJNP), y el Foro Federal Socialista, Nepal (FSFN), obtuvieron al menos un escaño uninominal y cruzaron a su vez el umbral electoral del 3% para obtener representación proporcional. El Partido Nacional Democrático (RPP), el Partido Nueva Fuerza (NFPN), el Frente Popular Nacional (RJ), y el Partido de los Trabajadores Campesinos de Nepal (NMKP) no cruzaron el umbral del 3% y obtuvieron solo un escaño cada uno a nivel uninominal, viéndose representados como independientes en el parlamento.
|  | 30.68 % |

|  | 33.25 % |

|  | 15.03 % |

|  | 13.66 % |

|  | 45.71 % |

|  | 46.91 % |

|  | 35.75 % |

|  | 32.78 % |

|  | 4.56 % |

|  | 4.95 % |

|  | 5.26 % |

|  | 4.93 % |

|  | 0.96 % |

|  | 2.22 % |

|  | 1.18 % |

|  | 2.06 % |

|  | 1.23 % |

|  | 0.93 % |

|  | 0.84 % |

|  | 0.86 % |

|  | 0.70 % |

|  | 0.65 % |

|  | 0.52 % |

|  | 0.59 % |

|  | 0.69 % |

|  | 0.43 % |

|  | 0.14 % |

|  | 0.19 % |

|  | 0.38 % |

|  | 0.27 % |

|  | 0.35 % |

|  | 0.35 % |

|  | 0.30 % |

|  | 0.09 % |

|  | 0.23 % |

|  | 0.17 % |

|  | 0.23 % |

|  | 0.10 % |

|  | 0.16 % |

|  | 0.16 % |

|  | 0.16 % |

|  | 0.00 % |

|  | 0.15 % |

|  | 0.20 % |

|  | 0.15 % |

|  | 0.03 % |

|  | 0.10 % |

|  | 0.08 % |

|  | 0.00 % |

|  | 0.05 % |

|  | 0.02 % |

|  | 0.04 % |

|  | 0.00 % |

|  | 0.04 % |

|  | 0.00 % |

|  | 0.03 % |

|  | 0.00 % |

|  | 0.02 % |

|  | 0.00 % |

|  | 0.02 % |

|  | 0.02 % |

|  | 0.03 % |

|  | 0.02 % |

|  | 0.00 % |

|  | 0.02 % |

|  | 0.02 % |

|  | 0.01 % |

|  | 0.01 % |

|  | 0.00 % |

|  | 0.01 % |

|  | 0.01 % |

|  | 0.01 % |

|  | 0.00 % |

|  | 0.01 % |

|  | 0.01 % |

|  | 0.00 % |

|  | 0.01 % |

|  | 0.00 % |

|  | 0.01 % |

|  | 0.00 % |

|  | 0.01 % |

|  | 0.00 % |

|  | 0.00 % |

|  | 0.01 % |

|  | 0.01 % |

|  | 0.01 % |

|  | 0.00 % |

|  | 0.01 % |

|  | 0.01 % |

|  | 0.01 % |

|  | 0.00 % |

|  | 0.01 % |

|  | 0.00 % |

|  | 0.01 % |

|  | 0.00 % |

|  | 0.00 % |

|  | 0.00 % |

|  | 0.00 % |

|  | 0.00 % |

|  | 0.00 % |

|  | 0.00 % |

|  | 0.00 % |

|  | 0.00 % |

|  | 0.00 % |

|  | 0.00 % |

|  | 0.00 % |

|  | 0.00 % |

|  | 0.73 % |

|  | 94.88 % |

|  | 90.15 % |

|  | 5.12 % |

|  | 9.85 % |

|  | 100.00 % |

|  | 100.00 % |

|  | 68.63 % |

|  | 68.63 % |

## Consecuencias
El Congreso Nepalí gobernante prefería que la cámara alta fuera elegida por el sistema de voto único transferible, mientras que los partidos de izquierda prefirieron el voto mayoritario. La falta de consenso resultó en que el Parlamento Legislativo se disolvió el 14 de octubre, como lo exige la constitución, sin aprobar el Proyecto de Ley de la Asamblea Nacional que incluía disposiciones para elegir a los miembros de la cámara alta. De acuerdo con el Artículo 84 (8) de la Constitución de Nepal, al menos un tercio del número total de miembros elegidos al Parlamento Federal por cada partido deben ser mujeres. Citando esta disposición, la Comisión Electoral se negó a anunciar los resultados finales ya que el número de mujeres que cada partido necesitaba presentar en sus respectivas listas legislativas no se podría determinar hasta que se confirmara el número de mujeres en la cámara alta de cada partido.
El gobierno envió la Ordenanza electoral de la Asamblea Nacional al Presidente el 23 de octubre de 2017 con la disposición de que la cámara alta sea elegida utilizando el voto único transferible. La ordenanza fue dictada por el presidente durante dos meses por falta de consenso, pero finalmente fue aprobada el 29 de diciembre de 2017. Otra demora ocurrió porque el colegio electoral para la elección de la cámara alta incluye a miembros de las Asambleas Estatales quienes, debido a la ausencia de Jefes de Estado, no habían podido prestar juramento hasta finales de enero.